# تاليريا بتروني
تاليريا بتروني (من مواليد 9 أبريل 1985) سياسية برازيلية. أمضت حياتها السياسية في تمثيل ريو دي جانيرو، بعد أن شغلت منصب نائب الممثل الفيدرالي منذ عام 2019.

## الحياة الشخصية

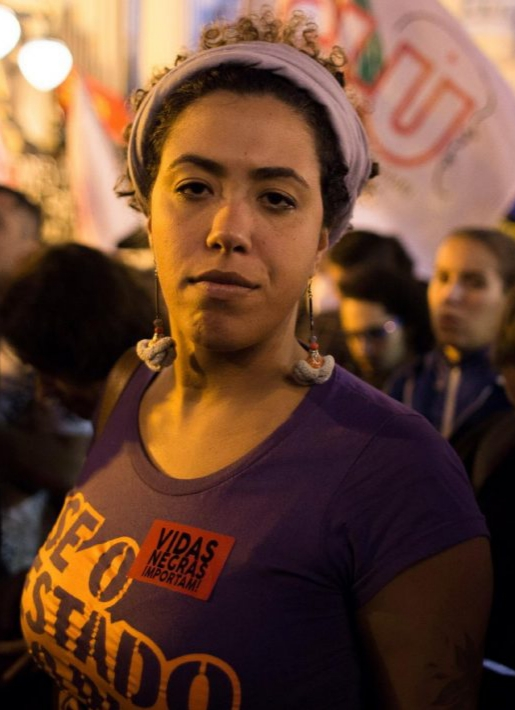
تالريا بترون خلال المظاهرات النقابية

بتروني هي ابنة موسيقي ومعلم. تخرجت بدرجة علمية في التاريخ من جامعة ولاية ريو دي جانيرو ودرجة الماجستير في العمل الاجتماعي من جامعة فلومينينسي الفيدرالية. قبل دخولها السياسة عملت كمدرسة عامة.
تُعرف بأنها أفرو-برازيلية، واشتراكية ونسوية، وتدعم حقوق المثليين. كانت صديقة مقرّبة ومستوحاة من السياسية والناشطة الراحلة مارييل فرانكو.

## الحياة السياسية
كانت بتروني المرشح الأكثر تصويتًا في انتخابات 2016 لمجلس نيتيروي، حيث حصلت على 5.121 صوتًا. في انتخابات 2018 كانت بتروني ثامن أكثر المرشحين تصويتًا في ولاية ريو دي جانيرو، حيث تم انتخابها من بين 107.317 مرشحًا في مجلس النواب الفيدرالي. قالت بتروني إنها تلقت تهديدات من أنصار المعارضة. في يونيو 2019 ألقت الشرطة المدنية البرازيلية القبض على مؤامرة لاغتيال بتروني، والتي تم التخطيط لها من خلال منصة ويب مظلمة اعتبارًا من عام 2018.